# Супероксид
Супероксид је једињење са особинама соли, који садрже јон супероксида {\displaystyle O_{2}^{-}}, нпр. KO2. Супероксидни јон је продукт 1е- редукције О2, која се често дешава у природи.

## Особине
Код супероксида кисеоник се јавља са оксидационим бројем -½ нпр. KO2 - супероксид калијума.

## Биологија
Супероксид је биолошки веома токсичан и имуни систем га производи да убије непожељне микроорганизме. У фагоцитима, супероксид се производи у великим количинама помоћу ензима NADPH oxidase за коришћење против патогена. Мутације у гену за NADPH oxidase изазивају поремећај имуног система звани хронична грануломатозна болест.